# Дудек, Ежи
Е́жи Хенрык Ду́дек (пол. Jerzy Henryk Dudek, польское произношение [ˈjɛʐɨ ˈdudɛk]; род. 23 марта 1973, Рыбник) — польский футболист, вратарь. Выступал за национальную сборную Польши. Считается одним из лучших вратарей Польши.

## Клубная карьера

### «Фейеноорд»
Дудек перешёл в роттердамский «Фейеноорд» в 1996 году, после того как провёл лишь 15 встреч в составе клуба из родного города. После ухода Эда де Гуя в «Челси» Дудек наконец получил свой шанс закрепиться в составе голландской команды.
В сезоне 1998/99 Ежи был признан лучшим голкипером нидерландского первенства. Дудек оказался на грани перехода в лондонский «Арсенал»: «У меня был разговор с Венгером. Мы с ним достигли устной договорённости о моём переходе в „Арсенал“, однако „Фейеноорд“ потребовал 10 миллионов фунтов, в то время как Арсен не собирался отдавать больше 7. А через два месяца „Ливерпуль“ приобрёл меня уже за 5 миллионов».

### «Ливерпуль»
Именно в английской команде Дудек добился самого большого успеха за всю свою карьеру. Он выиграл с командой несколько титулов, но особняком стоит победа в Лиге чемпионов в 2005 году в Стамбуле. Поляк стал героем матча, спас свою команду после двух подряд ударов Андрея Шевченко в упор на последних минутах дополнительного времени, а также сумел отразить удар украинца в серии одиннадцатиметровых ударов. Этот сэйв поляка принёс «Ливерпулю» победу в турнире. После прихода в команду испанца Пепе Рейны Дудек потерял своё место в «основе». Из-за недостатка игровой практики Ежи принял решение покинуть стан мерсисайдцев и попрощался с клубом и его поклонниками в последнем домашнем матче чемпионата против «Чарльтона». У него были варианты как остаться в Премьер-лиге, так и перебраться в Испанию. Он выбрал вариант с испанским клубом «Реал Мадрид».

### «Реал Мадрид»
Убедившись в том, что в «Ливерпуле» ему не светит вновь вернуть место основного вратаря, Дудек подался в Мадрид, где подписал соглашение с «королевским клубом». Однако и там Ежи был вынужден довольствоваться ролью сменщика основного вратаря, на сей раз Икера Касильяса. В конце 2010 года появлялись сообщения о том, что Ежи может перейти в один из польских клубов, но Дудек остался в «Реале», продлив контракт ещё на год. Даже сидя на скамейке «Реала», он получал гораздо больше, нежели если был бы основным где-нибудь в другом клубе.
21 мая 2011 года в матче против «Альмерии», Ежи провёл свой последний матч за «бланкос». Его заменили на 77 минуте матча, футболисты «Реала» проводили польского голкипера торжественным коридором, а болельщики — стоя овациями. После матча Дудек поблагодарил всю команду за такое прощание: «Сегодня все прошло просто замечательно. Я навсегда запомню этот день. Я попросил Моуриньо заменить меня в конце матча, чтобы я попрощался с болельщиками, но не ожидал такого тёплого отношения. Спасибо всем!».
В услугах вратаря в какой-то момент был заинтересован английский «Лидс» и некоторые американские футбольные клубы. Поэтому Дудек не исключил, что может возобновить карьеру. Так же он не раз заявлял что хочет стать футбольным тренером и даже в будущем возглавить сборную Польши.

## Карьера в сборной
Дебютировал за сборную Польши 25 февраля 1998 года в матче со сборной Израиля. Всего в составе национальной команды он выходил на поле 60 раз, свой последний официальный матч в качестве действующего игрока провёл в октябре 2009 года. 4 июня 2013 года, уже после фактического завершения профессиональной карьеры, сыграл свой прощальный матч против сборной Лихтенштейна, в котором вышел на поле в качестве капитана и провёл первые 34 минуты. «Видимо, это будет мой последний матч, поэтому я испытываю особые эмоции. Спасибо тренеру (Вальдемар Форналик) за приглашение. Я отношусь к этому матчу серьёзно и упорно тренируюсь», — прокомментировал факт вызова в сборную сам Дудек.
Дудек сыграл одну из ключевых ролей в том, чтобы Польша смогла пробиться на чемпионат мира 2002. На чемпионате мира провёл два матча, пропустил 6 голов.

## Достижения

### Командные
- Чемпион Нидерландов: 1998/99
- Обладатель Суперкубка Нидерландов: 1999
- Обладатель Кубка лиги: 2002/03
- Победитель Лиги чемпионов УЕФА: 2004/05
- Обладатель Кубка Англии: 2005/06
- Чемпион Испании: 2007/08
- Обладатель Кубка Испании: 2010/11

### Личные
- Футболист года в Польше: 2000
- Приз Алана Хардекера: 2003

## Выступления за сборную
| Сборная | Год   | Игры | Голы | Сухие матчи |
| ------- | ----- | ---- | ---- | ----------- |
| Польша  | 1998  | 1    | -1   | 0           |
| Польша  | 1999  | 1    | -2   | 0           |
| Польша  | 2000  | 7    | -7   | 2           |
| Польша  | 2001  | 10   | -10  | 3           |
| Польша  | 2002  | 6    | -9   | 2           |
| Польша  | 2003  | 11   | -8   | 6           |
| Польша  | 2004  | 11   | -10  | 6           |
| Польша  | 2005  | 6    | -1   | 5           |
| Польша  | 2006  | 5    | -6   | 2           |
| Польша  | 2009  | 1    | -1   | 0           |
| Польша  | 2013  | 1    | 0    | 1           |
| Итого   | Итого | 60   | -55  | 27          |